# Mayumi Iizuka
Mayumi Iizuka (飯塚 雅弓, Iizuka Mayumi, Tokio, 3 januari 1977) is een Japans seiyu en J-popzangeres.
Iizuka is opgegroeid in Taiwan en Yokohama. Ze is lid van de Gekidan Wakakusa en Tokuma Japan Communications.
Als stemactrice verkreeg Iizuka vooral bekendheid als Misty in de langlopende animeserie Pokémon.

## Noemenswaardige rollen

### Televisie
- Akahori Gedou Hour Rabuge (Anne Ante Hime [ep12-13])
- Asobotto Senki Gokū (Suzie)
- Buzzer Beater 2005 and 2007 (Eddie)
- Chance: Triangle Session (Akari Mizushima)
- Fancy Lala (Anna Nozaki)
- Fresh Pretty Cure! (Miyuki Chinen)
- Futari wa Pretty Cure (Yuka Odajima [ep16])
- Gate Keepers (Reiko Asagiri)
- Glass Mask 2005 (Mai Asou)
- Haunted Junction (Kagamiko)
- Heat Guy J (Rumi)
- I'm Gonna Be An Angel! (Miruru)
- Jing: King of Bandits (Stir)
- Kanon 2002 and 2006 (Makoto Sawatari)
- Kindaichi Case Files (Reika Hayami)
- Magic User's Club (Nanaka Nakatomi)
- Pokémon (Misty, Pippi, Pixie)
- Nagasarete Airantō (Panako)
- Princess Nine (Yoko Tokashiki)
- Shikabane Hime: Aka (Kun Osaki [ep4])
- Sorcerous Stabber Orphen (Cleao Everlasting)
- St. Luminous Mission High School (Noriko Kijima)
- Star Ocean EX (Rena Lanford)
- Tenchi in Tokyo (Sakuya Kumashiro)
- To Heart (Aoi Matsubara)
- Tokyo Underground (Rayon)
- UFO Ultramaiden Valkyrie (Raine)
- Violinist of Hameln (Flute)
- Virus Buster Serge (Erika Tinen)
- The Vision of Escaflowne (Yukari Uchida, Millerna Aston)
- Weiß Kreuz (Kaori)
- xxxHolic (Mie [ep13])
- You're Under Arrest! tweede seizoen (Saori Saga)

### OVA's
- Geobreeders (Maya)
- Glass Mask (Sayaka Minazuki)
- Hyper Doll (Mew Fumizuki)
- Slayers Excellent (Marty Lenford)
- Tenbatsu! Angel Rabbie (Lasty Farson)
- You're Under Arrest! No Mercy! (Sally)

### Bioscoopanime’s
- Catnapped! (Chuchu)
- Escaflowne (Sora, Yukari Uchida)
- Junkers Come Here (Kazuko)
- Only Yesterday (Tsuneko Tani)
- Pokémon films (Kasumi)
- Whisper of the Heart (Kinuyo)

## Discografie (als zangeres)

### Singles
1. Akuseru (アクセル / Accele < Accelerator), 1997
2. love letter, 1999
3. caress/place to be, 2000
4. My wish, 2000
5. Yasashi Migite (やさしい右手 / A Tender Right Hand), 2002
6. Koi no Iro (恋の色 / Color of Love), 2002
7. Kikaseteyo Kimi no Koe (聴かせてよ君の声 / Give Me the Sound of Your Voice), 2002
8. Pure♡, 2003
9. amulet, 2004
10. TRUST - Kimi to Aruku Mirai - (TRUST～君と歩く未来～), 2011

### Albums
1. Kataomoi (かたおもい / The Unrequited Love), 1997
2. Mint to Kuchibue (ミントと口笛 / Mint and a Whistle), 1998
3. so loving, 1999
4. AERIS, 2000
5. Himawari (ひまわり / Sunflowers), 2001
6. Niji no Saku Basho (虹の咲く場所 / A Place in the Bloom of a Rainbow), 2002
7. SMILE×SMILE, 2003 - Produced by Tore Johansson
8. ∞infinity∞, 2004
9. mine, 2005
10. 10LOVE, 2006
11. Crystal Days, 2007
12. Stories, 2008
13. Fight!!, 2009
14. Kimi e... (君へ。。。 / To You...), 2009

### Mini-albums
1. Fly Ladybird fly, 1998
2. 23degrees。, 2004
3. Purezento (プレゼント / The Present), 2005